# مارنبا
جل مرنبة أو مارنبا هي إحدى المزارع اللبنانية من قرى قضاء صور في محافظة الجنوب. وتقع بالقرب من بلدة (طير حرفا).